# Mondragone

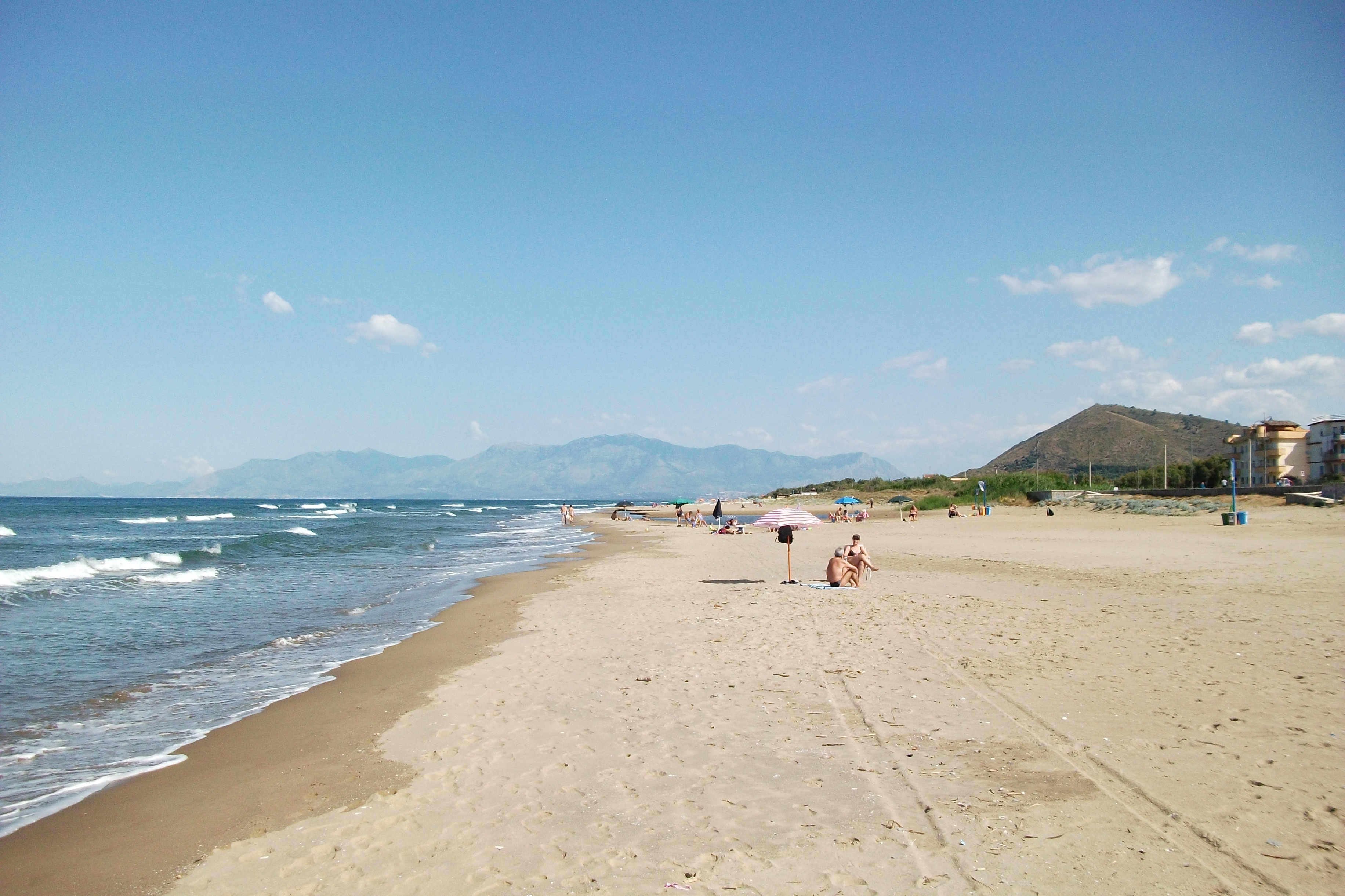
La spiaggia di Mondragone nel golfo di Gaeta; sullo sfondo i monti Aurunci con in primo piano il monte Cicoli

Mondragone è un comune italiano di 28 481 abitanti della provincia di Caserta in Campania.

## Geografia fisica
Il territorio è compreso tra la catena preappenninica del Monte Massico, che termina nelle vicinanze del mar Tirreno, a nord, e il fiume Volturno a sud, insistendo su un'area dai natali antichissimi. Nel mezzo c'è il Monte Petrino che fa da riparo al centro di Mondragone. A ovest la costa marittima si posiziona naturalmente tra il Golfo di Gaeta e quello di Pozzuoli e dal suo lungomare è possibile scrutare le isole di Ischia e Procida da un lato e una parte delle Isole Ponziane dall'altro. Un altro rilievo presente nel comune è il Monte Crestagallo.

## Origini del nome
Varie sono le ipotesi circa l'origine del nome Mondragone.
La più plausibile è che esso sia stato plasmato, quasi per abitudine, dalla popolazione locale durante l'epoca dei primi nobili normanni. In questo periodo, infatti, uno dei tanti "Reggenti" della Rocca Montis Dragonis che, per un tempo brevissimo, ebbe l'onere e l'onore di amministrare le terre di Mondragone, fu il normanno Drogone d'Altavilla (cognato di Riccardo Drengot, reggente di Aversa e di Guaimario V, principe di Salerno). Questi chiamò "Rocca" la nascente fortificazione militare fatta costruire sui primi villaggi posti sul Monte Petrino. Non un nome di fantasia il suo, ma scelto in onore della figlia, Rocca d'Altavilla. Gli abitanti, poi, collegandola a lui, partorirono il nome di Rocca di Drogone (in quanto possessore) che, inevitabilmente, col passare del tempo si è trasformato in Rocca Monte del Dragone.
Altra ipotesi, invece, e forse la più suggestiva e leggendaria, è quella che vuole la presenza di un drago sulle pendici del Monte Petrino.
Jacopo Sannazaro, nella sua opera "Arcadia", parlando della Rocca di Mondragone, raccontava di un incontro avvenuto con Giovanni Pontano, il quale descrisse gli odori emanati da un alito puzzolente che fuoriuscivano da una grotta alle pendici del Monte Petrino "[...] che uccideva chiunque vi si appressava [...]". E per queste ragione il nome del Drago è impresso sul monte.
Vi sono due spiegazioni plausibili che giustificano l'esalazione di odori nauseabondi descritti dal Pontano. La prima si riferisce al fatto che "l'alito omicida del Drago" altro non era che l'effetto di mofete solfuree, delle terme minerali descritte ampiamente in Sinuessa. Altra ipotesi, al momento non dimostrabile, è che all'interno di queste grotte vi fossero installati degli scarichi spartani provenienti dalle pendici del Monte. Un'ipotesi questa, abbastanza plausibile, in quanto sono state già scoperte delle grosse cisterne d'acqua sulla Rocca (scavi archeologici 2002/2009). Nulla vieta che vi fossero anche collegamenti a "fosse settiche" poste all'interno di queste grotte, alle pendici del Monte Petrino. Futuri scavi ne dimostreranno le origini.

## Storia

### Epoca antica
Le origini del centro abitato, situato tra la piana del Volturno e quella del Garigliano, risalgono all'epoca Quaternaria e i primi abitanti della zona, dopo il periodo neolitico, furono gli Aurunci. Questi vivevano in villaggi sparsi sul territorio, privi di fortificazioni e quindi furono facile preda dei Romani che, li sopraffecero e, nel 296 a.C. fondarono la colonia di Sinuessa (la quale, durante quel periodo, entrò a far parte della Pentapoli aurunca), in prossimità dei colli di Vescia, là dove sorgeva la città greca di Sinope (in greco Σινώπη). La particolare fertilità del suolo e la vicinanza del mare fecero sì che in poco tempo la colonia si popolò, attirando diversi cittadini e arrivando a contenerne quasi novemila nella zona pianeggiante.
A partire poi dal II secolo a.C. cominciò a diffondersi la coltura della vite: in poco tempo la produzione vinicola del Falerno, decantato da Virgilio in numerose opere come "nettare degli dei", raggiunse risultati molto rilevanti e la città cominciò a godere di larga rinomanza. Inoltre la vicinanza della via Appia facilitò gli scambi commerciali e turistici. Infatti molti cittadini romani, politici, ricchi commercianti, imprenditori, fecero a gara per costruirsi ville ed abitazioni per le vacanze, come il poeta Turpilio, Cicerone, Gaio Ofonio Tigellino (il crudele prefetto del pretorio) e, in breve, Sinuessa divenne un centro turistico molto rinomato, anche per le proprietà altamente curative delle sue Terme, adatte, secondo la tradizione, non solo a curare la sterilità nelle donne ma anche le malattie mentali.

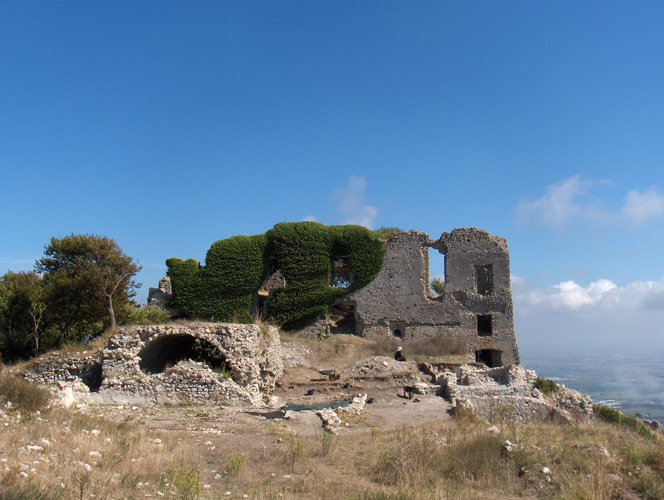
Resti del Palazzo medievale della Rocca Montis Dragonis

Nel I secolo d.C. la città raggiunse il più alto splendore anche per l'inaugurazione di un altro importantissimo nodo stradale, la via Domiziana. Dalla fine del II secolo, però, iniziò la decadenza, dovuta ad una crisi dell'agricoltura. Nel 375 Sinuessa subì enormi danni a causa di un catastrofico terremoto e i sopravvissuti, anche per trovare scampo dalle continue invasioni barbariche, si rifugiarono sulle pendici del Monte Petrino, dove edificarono un villaggio fortificato e la Rocca Montis Dragonis.

### I primi insediamenti alla base del Petrino
A metà del 1300 le prime pietre della futura città di Mondragone stavano prendendo forma: l'insediamento sulla Rocca ormai non era più sicuro. Negli anni era stato un formidabile riparo dagli attacchi dei nemici e luogo di sicurezza per tutti gli abitanti, ma ora le necessità stavano cambiando e quel punto, così alto dal mare, rendeva impossibile lo svolgimento delle più piccole azioni quotidiane. Lentamente una prima parte della popolazione iniziò a scendere a valle (in prossimità dell'antico Petrinum) e a costruirvi i primi insediamenti sui ruderi delle romane Cedia e Papia, situate rispettivamente lungo la via Appia e lungo la Domitiana. Nacque un primo villaggio che, inizialmente, prese il nome di "Villa dei Marchi": plasmato e reso solido e forte prima dai Longobardi e poi dai Normanni. Sicuramente non era sicuro come la Rocca sul Petrino, nell'eventualità di un pericolo imminente, ma dava accessibilità e praticità ai suoi abitanti, anche sotto l'aspetto igienico-sanitario.

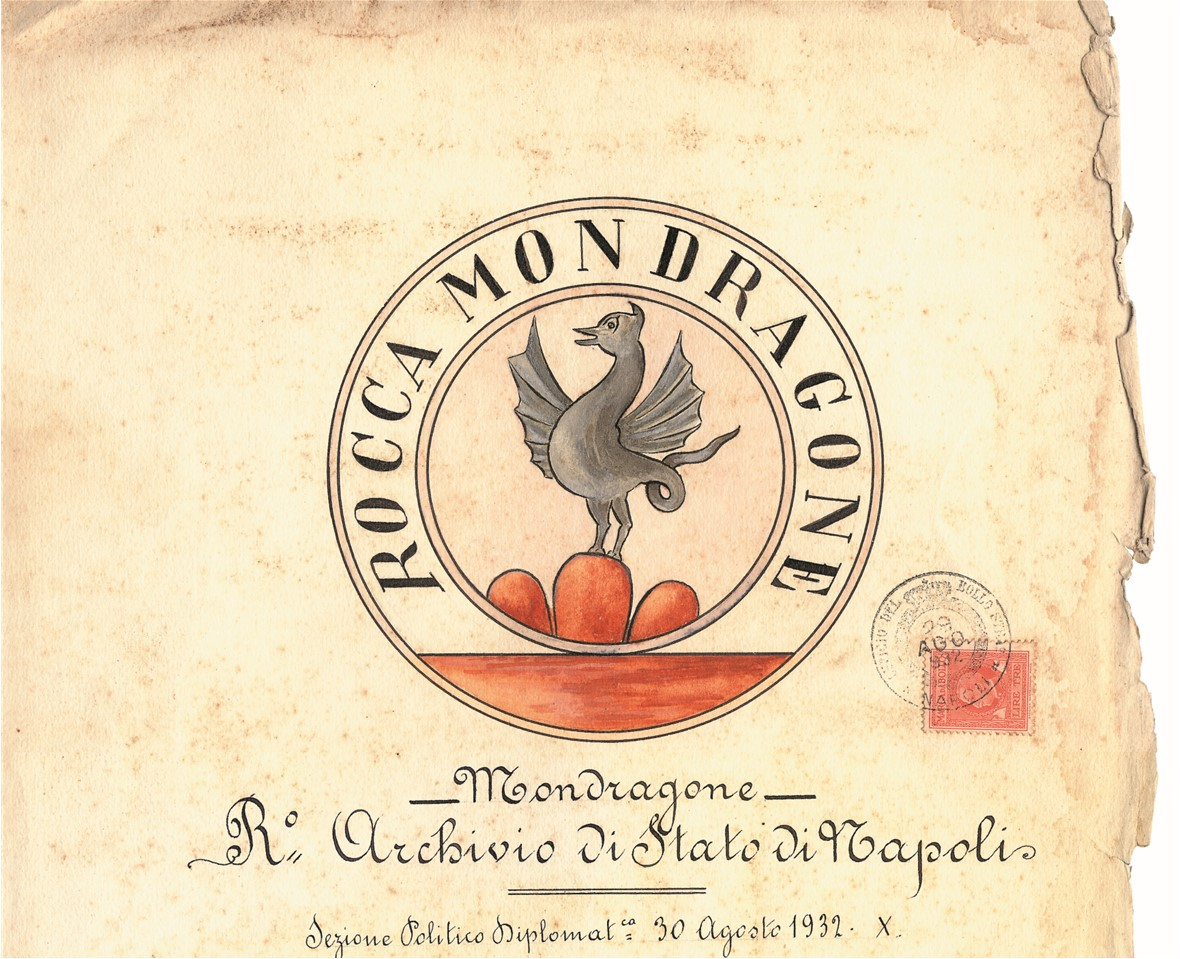
Stemma di Rocca Mondragone del 1932 dagli Archivi di Stato di Napoli

Col passare dei secoli quello stesso villaggio divenne uno delle tre borgate più importanti di Mondragone e fu chiamato Casale di Sant'Angelo (ad oggi il luogo più antico della città) il quale, sotto il dominio degli aragonesi, fu ampliato a vero e proprio insediamento cinto da mura di difesa contro gli attacchi dei Turchi e prese il nome di Rocca Mondragone, pur trovandosi ai suoi piedi.

### Medioevo
Le invasioni continuarono durante tutto il Medio Evo e la città stremata dagli innumerevoli attacchi si ridusse ad un misero villaggio rifugiato sul vicino monte, che prese il nome di Petrinum. All'inizio dell'XI secolo fecero la loro apparizione i Normanni che occuparono l'antico villaggio romano Petrinum e ampliarono la fortificazione della Rocca. La Rocca fu importante postazione militare sia sotto gli Svevi che con gli Angioini. In seguito subirà modifiche dagli Aragonesi.
Il territorio passò nelle mani di vari signorotti locali, dai Marzano, Duchi di Sessa, ai Carafa con Antonio Carafa di Stigliano, consigliere del Re Ferrante, e nel 1461 era stato elevato a Ducato.

### Età moderna
Alla morte di Nicola María de Guzmán Carafa, Principe di Stigliano, il feudo fu messo in vendita ed acquistato, nel 1691, da Marcantonio Grillo, III marchese di Clarafuente, per la somma di circa 550.000 ducati. Il nipote di questi, Don Domenico Grillo, fu l'ultimo duca di Mondragone fino al 1806, anno in cui venne abolita la feudalità. Del dominio dei Grillo è testimonianza il Palazzo Ducale.
Dopo la dominazione francese del Regno di Napoli (1815), Mondragone ritornò nelle mani dei Borbone e vi rimase fino alla proclamazione del Regno d'Italia (1861).

### Stragi naziste
Le violenze iniziarono già la sera stessa dell’8 settembre 1943, in seguito alla dichiarazione dell’armistizio: ma il periodo più tragico fu, certamente, quello tra il 21 ed il 29 ottobre 1943.
In poco più di una settimana, ben 46 persone (31 civili e 15 militari) vennero trucidate dalle truppe tedesche della Wehrmacht.
| Data       | Località                                   | n° Vittime | Nomi | Note |
| ---------- | ------------------------------------------ | ---------- | --- | --- |
| 09.09.1943 | Via Napoli, Via XXIV Maggio e Rione Amedeo | 16         | * Via Napoli: Antella Giuseppina (civile di 11 anni) Miraglia Giovanna (civile di 70 anni) Nardella Antonio (civile di 35 anni) Nardella Francesco (civile di 8 anni) Nardella Giuseppe (civile di 50 anni) Nardella Giuseppe (civile di 13 anni) Nardella Salvatore (civile di 44 anni) Pari Teresa (civile di 41 anni) Riccardo Vincenzina (civile di 40 anni) Spatrisano Armando (civile di 9 anni) Spatrisano Bonifacio (civile di 66 anni) Taglialatela Rosa (civile di 46 anni) * Via XXIV Maggio: Pero Concetta (civile di 53 anni) Sorrentino Giovanni (civile di 42 anni) * Rione Amedeo: Bianchini Raffaele (civile di 16 anni) Pacifico Virgilio (civile di 46 anni) | bombardamento aereo Fascicolo n° 105/297 dell'Armadio della vergogna Link dell'Atlante delle stragi naziste e fasciste in Italia |
| 09.09.1943 | Corso Umberto I                            | 1          | Ferraiolo Michele (militare di 56 anni) | Fascicolo n° 105/297 dell'Armadio della vergogna Link dell'Atlante delle stragi naziste e fasciste in Italia                     |
| 23.09.1943 | Località Carrarola                         | 3          | Di Leone Achille (civile di 35 anni) Gallinaro Leone (civile di 43 anni) Luongo Antonio (civile) | Link dell'Atlante delle stragi naziste e fasciste in Italia                                                                      |
| 08.10.1943 | Corso Vittorio Emanuele                    | 1          | Federico Giuseppe (civile di 75 anni) | Fascicolo n° 105/297 dell'Armadio della vergogna Link dell'Atlante delle stragi naziste e fasciste in Italia                     |
| 09.10.1943 | Località San Biagio                        | 1          | Toscano Salvatore (civile di 26 anni) | Link dell'Atlante delle stragi naziste e fasciste in Italia                                                                      |
| 09.10.1943 | Località Le Vasche                         | 1          | Corrente Mario (civile di 19 anni) | Fascicolo n° 105/114 dell'Armadio della vergogna                                                                                 |
| 10.10.1943 | Corso Umberto I                            | 1          | Macera Pietro Epifanio (civile di 28 anni) | Link dell'Atlante delle stragi naziste e fasciste in Italia                                                                      |
| 10.10.1943 | Località Masseria Taglialatela             | 1          | Palmieri Salvatore (civile di 70 anni) | Link dell'Atlante delle stragi naziste e fasciste in Italia                                                                      |
| 10.10.1943 | Località San Sebastiano                    | 2          | Vigliotti Antonio (civile di 36 anni) Vigliotti Domenico (civile di 40 anni) | Fascicolo n° 105/297 dell'Armadio della vergogna Link dell'Atlante delle stragi naziste e fasciste in Italia                     |
| 19.10.1943 | Corso Umberto I                            | 1          | Palmieri Michele (civile di 23 anni) | Link dell'Atlante delle stragi naziste e fasciste in Italia                                                                      |
| 21.10.1943 | Località Còrsole in Zona Canniti           | 7          | Albano Giovanbattista (civile di 58 anni) Albano Salvatore (civile di 22 anni) Barbato Silvio (civile di 18 anni) Corrente Michele (civile di 19 anni) Grammatico Domenico (civile di 18 anni) Pierri Pasquale (militare di 30 anni) Strozzi Cosimo (civile di 40 anni) | Link dell'Atlante delle stragi naziste e fasciste in Italia                                                                      |
| 25.10.1943 | Località Macello (o Sancello)              | 5          | Criscuolo Gennaro (civile di 35 anni) ? (militare di circa 20/25 anni) ? (militare di circa 22/28 anni) ? (militare di circa 25 anni) | Link dell'Atlante delle stragi naziste e fasciste in Italia                                                                      |
| 25.10.1943 | Località Pineta Vecchia                    | 2          | ? (militare di circa 20/25 anni) ? (militare di circa 25/28 anni) | Link dell'Atlante delle stragi naziste e fasciste in Italia                                                                      |
| 26.10.1943 | Località Masseria Taglialatela             | 7          | ? (militare di circa 19 anni) ? (militare di circa 20 anni) ? (militare di circa 22 anni) ? (militare di circa 25 anni) ? (militare di circa 30 anni) | Link dell'Atlante delle stragi naziste e fasciste in Italia                                                                      |
| 28.10.1943 | Località Cimitero                          | 4          | Ambrisi Antonio (civile di 28 anni) Correggia Giovanni (civile di 11 anni) Correggia Giuseppe (civile di 44 anni) Sorrentino Giuseppe (civile di 44 anni) | Link dell'Atlante delle stragi naziste e fasciste in Italia                                                                      |
| 28.10.1943 | Località Cementara                         | 17         | Basciotti Luca (civile di 21 anni) Bencivenga Vincenzo (civile di 15 anni) Brodella Vincenzo (civile di 15 anni) Ceraldi Emilio (civile di 16 anni) Crocco Antonio (civile di 19 anni) Degli Schiavi Michele (civile di 17 anni) Falcone Angelo (civile di 19 anni) Gallo Francesco (civile di 19 anni) Manzillo Salvatore (civile di 16 anni) Nerone Valentino (civile di 32 anni) Razza Giuseppe (civile di 20 anni) Sorrentino Giovanni (civile di 29 anni) Taglialatela Michele (civile di 56 anni) Tartaglia Antonio (civile di 19 anni) Tortolano Carmine (civile di 38 anni) ? (militare di 20/22 anni)                                                                  | Link dell'Atlante delle stragi naziste e fasciste in Italia                                                                      |
| 29.10.1943 | Località Fosso Riccio                      | 4          | Costanzo Lucia (civile di 41 anni) La Torre Antonio (civile di 54 anni) Zaccariello Antonio (civile di 37 anni) Zaccariello Orlando (civile di 18 anni) | Link dell'Atlante delle stragi naziste e fasciste in Italia                                                                      |

Età contemporanea
Nel 1991 il comune è stato sciolto per infiltrazioni camorristiche

### Simboli
Lo stemma e il gonfalone sono stati concessi con decreto del presidente della Repubblica del 13 giugno 1989.
Il gonfalone è un drappo partito di giallo e di rosso riccamente ornato di ricami d'oro.

### Onorificenze
Durante la seconda guerra mondiale la città di Mondragone diede prova di grande coraggio opponendosi all'occupazione tedesca, si ricorda pertanto il truce eccidio delle Cementare riconosciuto dal presidente della Repubblica Carlo Azeglio Ciampi con la medaglia d'oro al valor civile.

## Monumenti e luoghi d'interesse
Mondragone è una località d'interesse turistico ed archeologico, è un frequentato centro termale e balneare.
Diverse sono anche le strutture di interesse storico tra le quali è possibile ricordare: il Palazzo Ducale; La Rocca Montis Dragonis sul monte Petrino che a circa 500 m d'altezza sovrasta la città e dalla quale si può godere un panorama unico di tutto il Golfo di Gaeta; la Chiesa di S. Anna a Monte anch'essa situata in montagna; il Palazzo Tarcagnota; ed il parco archeologico dell'Appia antica, oggetto di scavi ed indagini nei pressi del cimitero. Inoltre la città sommersa di Sinuessa, situata nella frazione di Le Vagnole, andata sotto il livello del mare in seguito al bradisismo che spinse la sua popolazione a spostarsi di pochi chilometri e soprattutto lontano dal mare, dove si è sviluppato il quartiere storico medievale di S. Angelo, famoso per le sue tradizioni folcloristiche e per i suoi vicoletti medievali, in questo quartiere è possibile visitare il palazzo del filosofo Pietro Taglialatela.

### Architetture religiose

#### Monastero di Sant'Anna a Monte

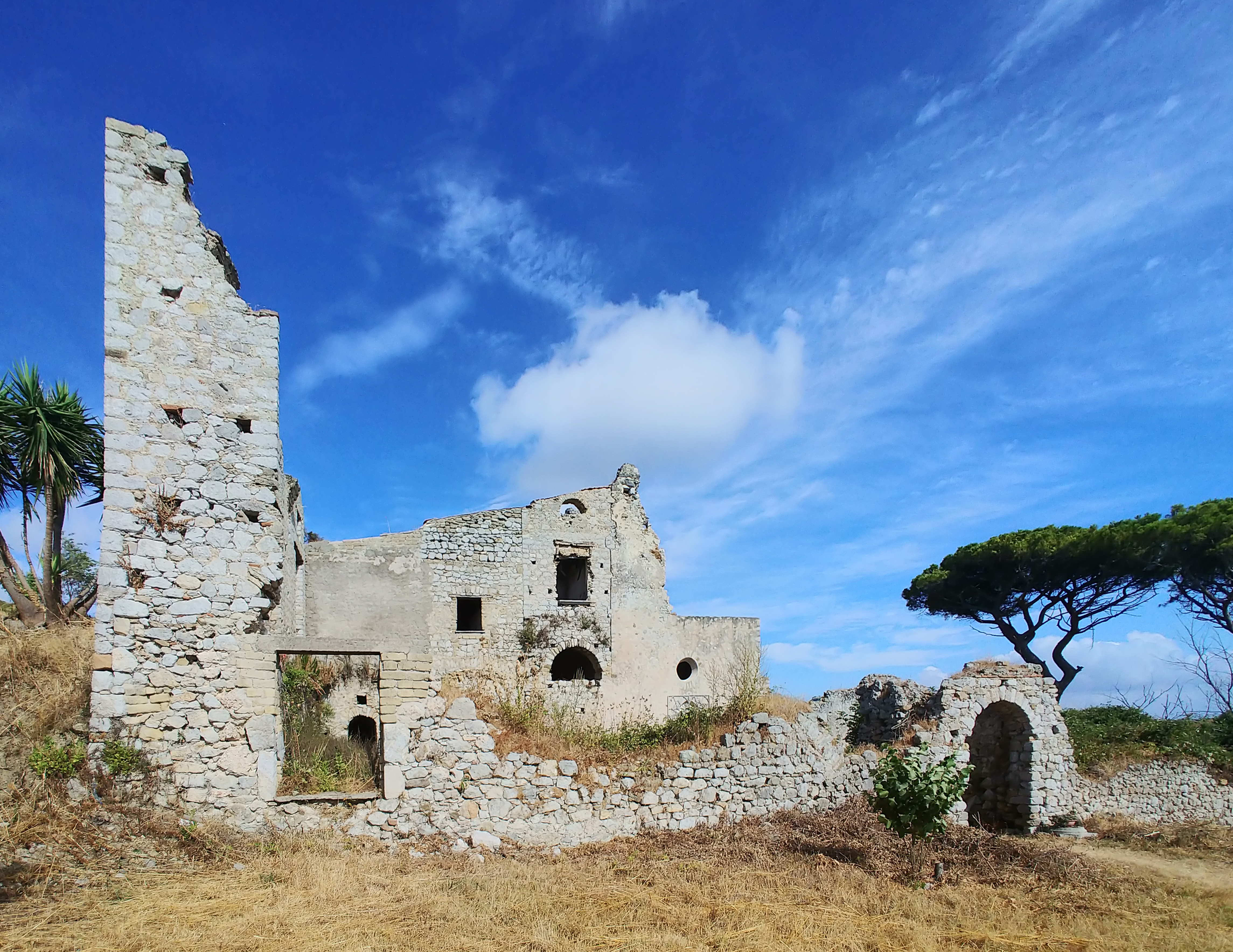
Il monastero di Sant'Anna a Monte

Il Monastero di Sant'Anna a Monte, detto "de Aquis Vivis", situato sulla sommità del Monte Crestagallo, fu costruito nel XIV secolo sul terreno donato a dei monaci eremiti dall'allora regina consorte di Napoli, Sancha d'Aragona (1285–1345), moglie di re Roberto d'Angiò.
Nel 1342, due monaci del sopraccitato monastero, col permesso del loro abate, chiesero ed ottennero dal vescovo di Carinola il permesso di edificare questo nuovo edificio monasteriale. La sua lenta decadenza comincia molto anni dopo, alla fine del XV secolo. Verso la metà del XVIII secolo viene iniziato un primo tentativo di ristrutturazione, ad opera dell'abate Nicola da Salerno.
Divenuta la zona proprietà privata nel XIX secolo, vi rimase fino agli Anni '80 del XX secolo, per poi venir donato alla Diocesi di Sessa Aurunca, che dal 1818 aveva anche inglobato il territorio della ormai soppressa Diocesi di Carinola e alla quale faceva parte anche tutto il territorio di Mondragone.
Il 7 settembre del 2000, gli eredi Lapiello donano il monastero con il circostante terreno al parroco Don Franco Alfieri, che in collaborazione con l'amministrazione comunale si è adoperato per la realizzazione di una strada in cemento. Il monastero necessita di lavori di ristrutturazione e valorizzazione. Grazie ai parrocchiani della comunità di San Rufino, ogni anno il 26 luglio, vi si festeggia Sant'Anna.

#### Santuario di Maria Santissima Incaldana - Basilica Minore

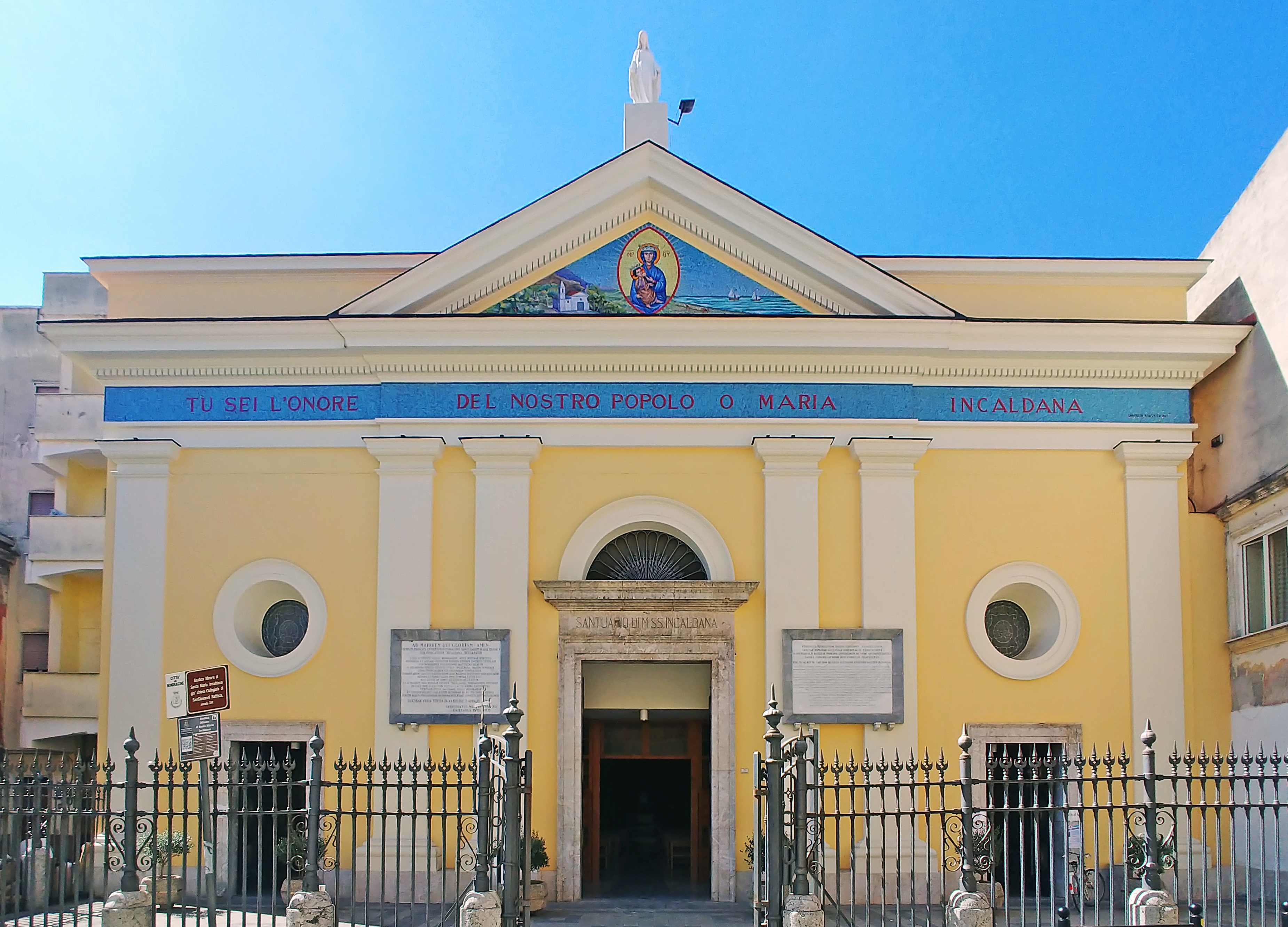
Facciata del santuario di Maria Santissima Incaldana

Il Santuario di Maria Santissima Incaldana (in passato noto come Chiesa Madre e Collegiata di San Giovanni Battista) è uno storico edificio religioso e chiesa madre della città. Nel 1990 è stato elevato al grado di basilica minore.

#### Santuario del Belvedere

Francobollo che raffigura Maria Santissima Incaldana, patrona di Mondragone

Questa struttura sorse intorno al 1200, e non si sa con certezza quali siano stati i primi abitanti. Quel che si sa per certo è che dal 1569 al 1624 ressero il santuario i Padri Carmelitani, i quali ristrutturarono anche l'adiacente convento. In quel tempo Mondragone era governata dai signori Carafa, minacciati costantemente dal pericolo turco. Tra il 1542 ed il 1550 si ebbe la totale devastazione del piccolo santuario ad opera dei Saraceni. L'abside che si vede oggi è ancora quello originale. Durante un incendio provocato dai Turchi, fu data alle fiamme anche l'icona sacra della Madonna Incaldana, di fattura bizantina, risalente al XII – XIII secolo. Ne uscì illesa.
Il 26 aprile 1624 i Padri Carmelitani, dopo 55 anni di permanenza, dovettero abbandonare il convento a causa delle incursioni barbariche e per l'eccessiva distanza da Mondragone e da Carinola. Intanto sorse una contesa tra Mondragone e Piedimonte di Sessa per l'attribuzione dell'icona della Madonna Incaldana, in quanto i padri carmelitani, costretti a lasciare il luogo, dovettero affidare il pezzo d'arte ad uno dei paesi contendenti. Si pensò ad uno stratagemma: si presero due buoi, uno per ognuno dei due paesi, e fu affidato ad essi il compito di condurre il quadro. La disputa sarebbe stata risolta dalla direzione che avrebbero preso gli animali. Essi si diressero per la via Appia verso Mondragone e durante il tragitto si fermarono presso la cava Iacobucci, in quel punto fu innalzato un oratorio, tutt'oggi visibile. I due animali, una volta giunti a Mondragone, morirono e si dice che siano stati sepolti sotto il sagrato del Tempio Massimo di Mondragone.

#### Chiesa di San Francesco
Situata nel cuore della città, nei pressi di Piazza Umberto I, è una Chiesa con una sola navata dallo stile essenzialmente romanico. All'ingresso è presente una statua in bronzo di San Francesco d'Assisi alta 2,50 m. All'interno, l'unica navata si congiunge all'abside, con sei archi a sesto ribassato sul lato.

#### Chiesa di San Michele extra moenia
Situata all'interno dello storico quartiere di Sant'Angelo, risale al XIII secolo. Il suo stile predominante è quello romano-gotico, pur non mancando altri spunti risalenti alle modifiche successive. All'interno della Chiesa, che si basa su un piano rialzato rispetto alla strada, vi sono tre navate di cui quella centrale costruita attraverso delle capriate in legno. Risalente al periodo proto-rinascimentale è invece l'affresco raffigurante "La Vergine col Bambino tra i Santi".

#### Oratorio di San Mauro Abate

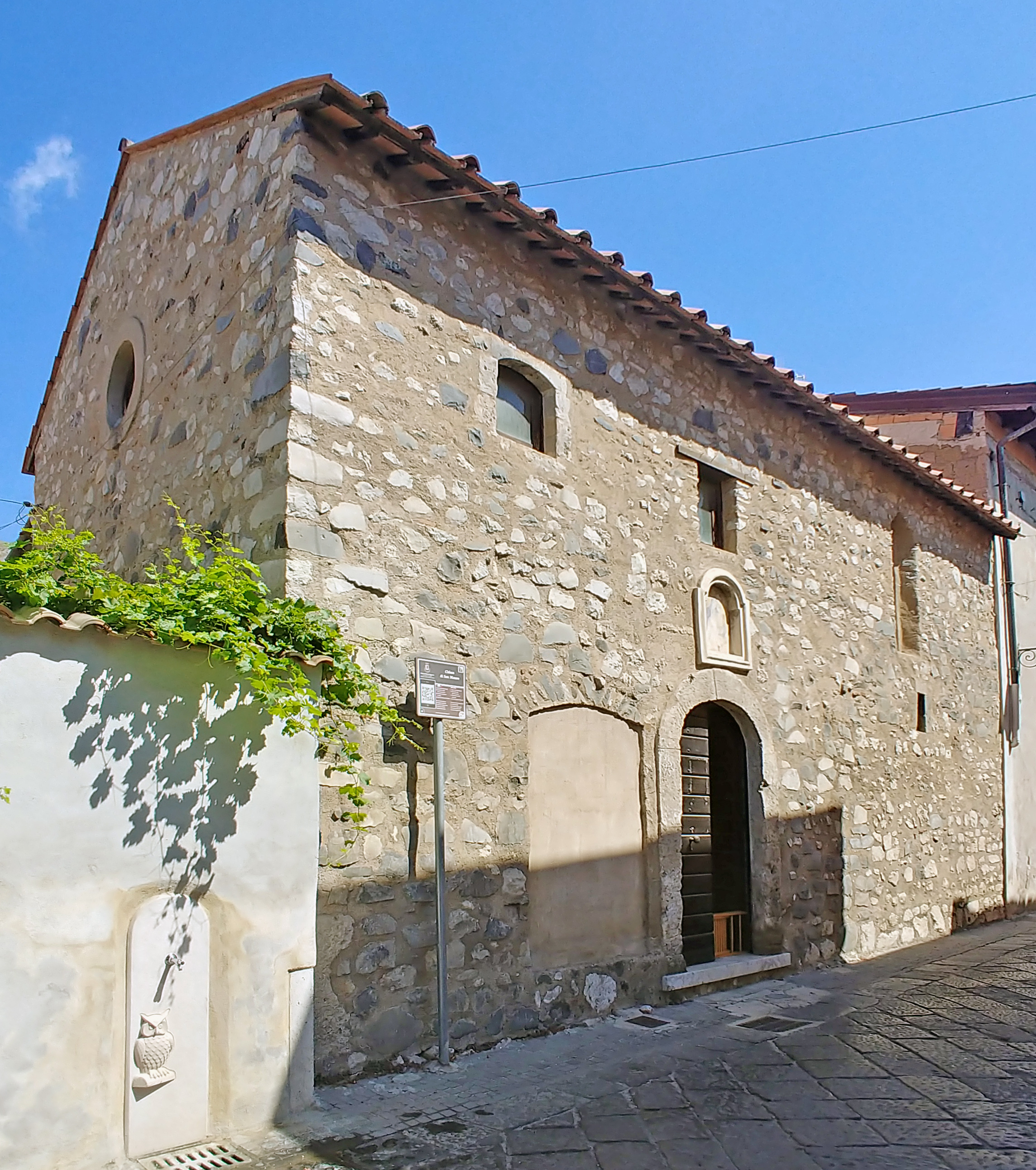
L'oratorio di San Mauro Abate

Costruito nel XV secolo presso l'allora "Villa dei Marchi", attuale rione di Casale di Sant'Angelo, come dipendenza dell'abbazia di Montevergine.
Questo antico luogo di culto, sito in uno dei luoghi più vetusti del Comune di Mondragone, è stato restaurato parzialmente solo di recente. Il progetto, infatti, prevedeva esclusivamente la messa in sicurezza dell'edificio con il restauro dell'affacciata, rendendola  esteticamente fedele alla chiesa originaria.

#### Chiesa di San Rufino
Costruita nel 1958 per opera dell'Arch.Gaetano Rapisardi, la Chiesa si affaccia su Viale Margherita, la strada principale della città. A forma trapezoidale, contiene all'interno un mosaico raffigurante San Rufino, con ai lati dieci finestre istoriate poste al di sotto della cupola centrale. Sia la cupola che la parte esterna sono state oggetto di recenti lavori di riqualificazione.

#### Cappella di San Rocco
La Cappella di San Rocco fu costruita in prossimità delle pendici del Monte Petrino, nel XVII sec. d.C.

### Architetture civili

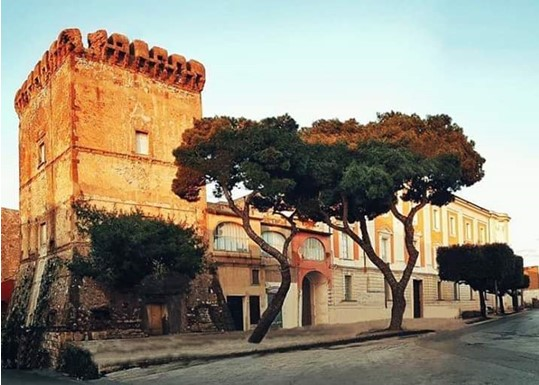
Palazzo Ducale

Il Palazzo Ducale è uno storico edificio risalente ad un periodo compreso tra il XIII e il XV secolo. Un altro palazzo storico è Palazzo Tarcagnota.

### Architetture militari

#### Torre del Paladino
Si trova in prossimità della via Appia. Mausoleo del I secolo a.C., probabilmente costruito da una nobile famiglia del luogo, la gens Caedicia. L'ingresso, rivolto al Massico, è costruito interamente a blocchi enormi poligonali dello spessore di due metri e permette l'accesso alla camera sepolcrale che riproduce le celle funerarie dei sepolcri di personaggi illustri. La torre si trova all'interno di una proprietà privata.

### Parco Naturale

#### Cascata di Campopiano

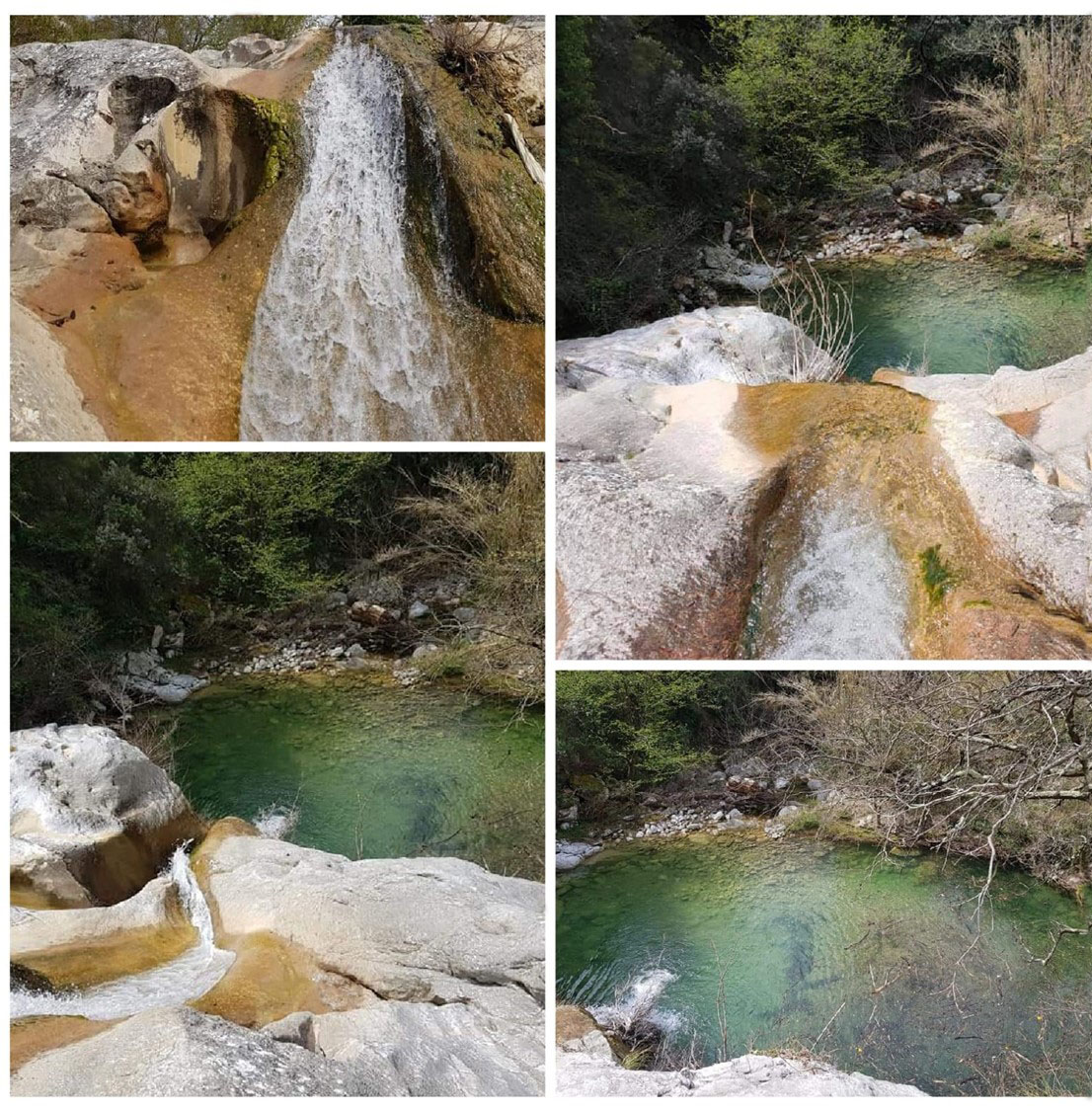
Cascate di Campopiano - Mondragone

La cascata di Campopiano, attiva principalmente nel periodo primaverile, nasce dalla confluenza delle acque del Monte Crestagallo, sulla cui cima venne edificato il Monastero di S. Anna de aquis vivis. Da qui, le acque si diramano verso il lungomare di Mondragone, andando a sfociare in zona "Fiumarella".
- percorso a piedi: dalla chiesetta del Belvedere (60 metri) alla cascata di Campopiano (125 metri) - 3 km - 1 ora - 200 metri di dislivello - difficoltà facile.

### Aree archeologiche

#### Sinuessa
L'antica Sinuessa sorge nel 296 a.C. e col passare del tempo divenne una delle città più importanti e floride, prima del Latium adiectum e poi dell'Impero Romano. Di qui passava, infatti, la Via Appia, grande arteria di collegamento viario dell'epoca, che collegava Capua a Roma. Le sue terme erano famosissime tra le matrone ed i patrizi romani, che giungevano a Sinuessa per bagnarsi nelle calde e salubri acque della zona "Incaldana". Rinomata, inoltre, per il suo prelibato vino, il Falerno, e per il clima mite. Con la caduta dell'Impero Romano d'Occidente, anche Sinuessa venne distrutta dalle invasioni barbariche, ma la causa principale del declino fu il bradisismo, che causò il conseguente abbandono da parte degli abitanti.

##### Venere Sinuessana

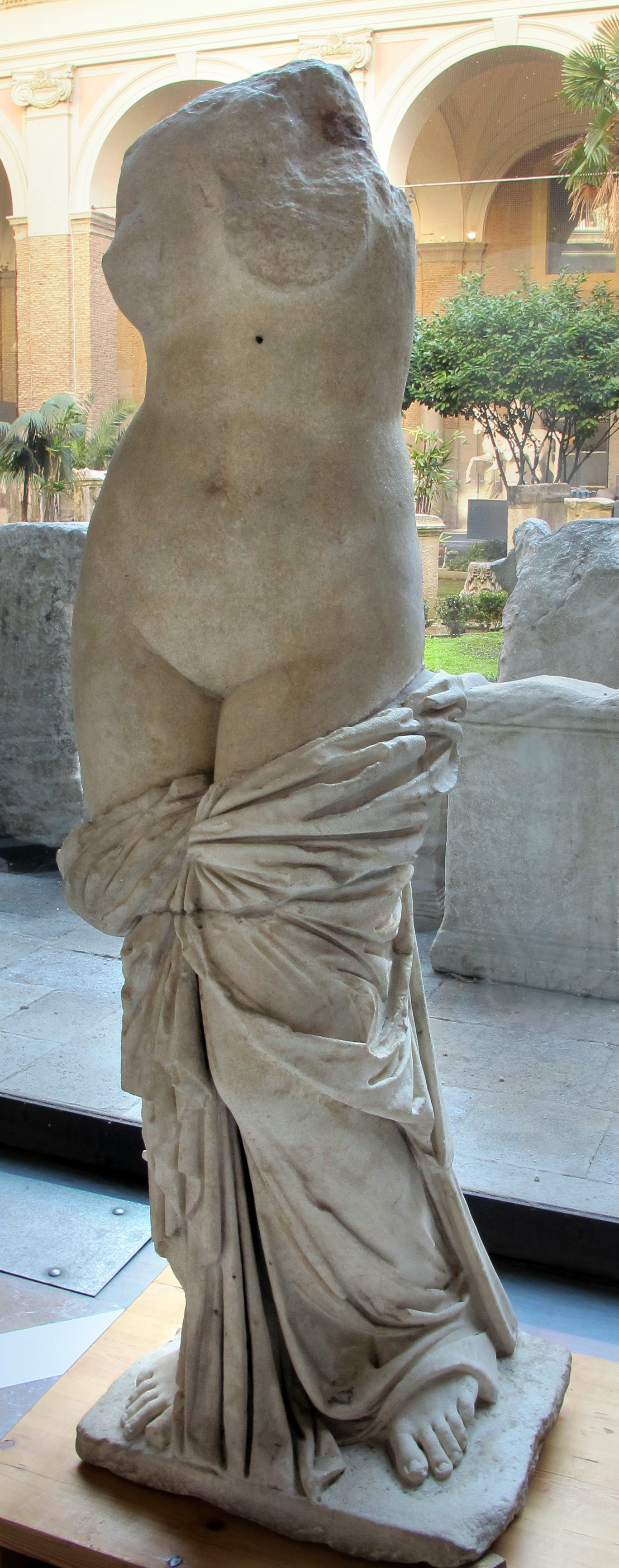
Venere di Sinuessa

Il 25 gennaio del 1911 il signor Leopoldo Schiappa faceva eseguire dei lavori di sterro per l'impianto di una vigna nella zona dell'Incaldana. Durante i lavori, il colono Antonio Guglielmo e il figlio Giovanni, urtarono col piccone un corpo grosso e duro: stupiti, videro emergere dalla terra due pezzi di una statua mutila delle braccia e del capo. Subito si diffuse la notizia in paese e il ritrovamento fu segnalato al Museo archeologico di Napoli dove la statua fu condotta, il 10 aprile del 1911, dal professor Vittorio Spinazzola.
Questi, facendo riunire i due pezzi ritrovati, ricostruì la famosa statua, che chiamò la “Venere Sinuessana”, attribuendola a Prassitele, sommo scultore greco del IV secolo a.C. La statua raffigura una donna uscita dal bagno, sulla spiaggia, nell'atto di asciugarsi, trattenendo il lenzuolo sui femori. Essa fu acquistata per solo 500 lire dell'epoca, mentre ne valeva almeno cinquecentomila. Questo capolavoro di scultura greca adornava un tempo una delle ville romane di Sinuessa. È possibile che una di queste ville, situate nei pressi di Sinuessa, fosse appartenuta a Marco Tullio Cicerone dal momento che egli stesso in uno dei suoi scritti faceva riferimento ad un possibile viaggio che stava pensando di fare verso Pozzuoli partendo dal suo "deversorium sinuessanum" e cioè dalla sua casa sita nelle vicinanze di Sinuessa.

#### Rocca Montis Dragonis

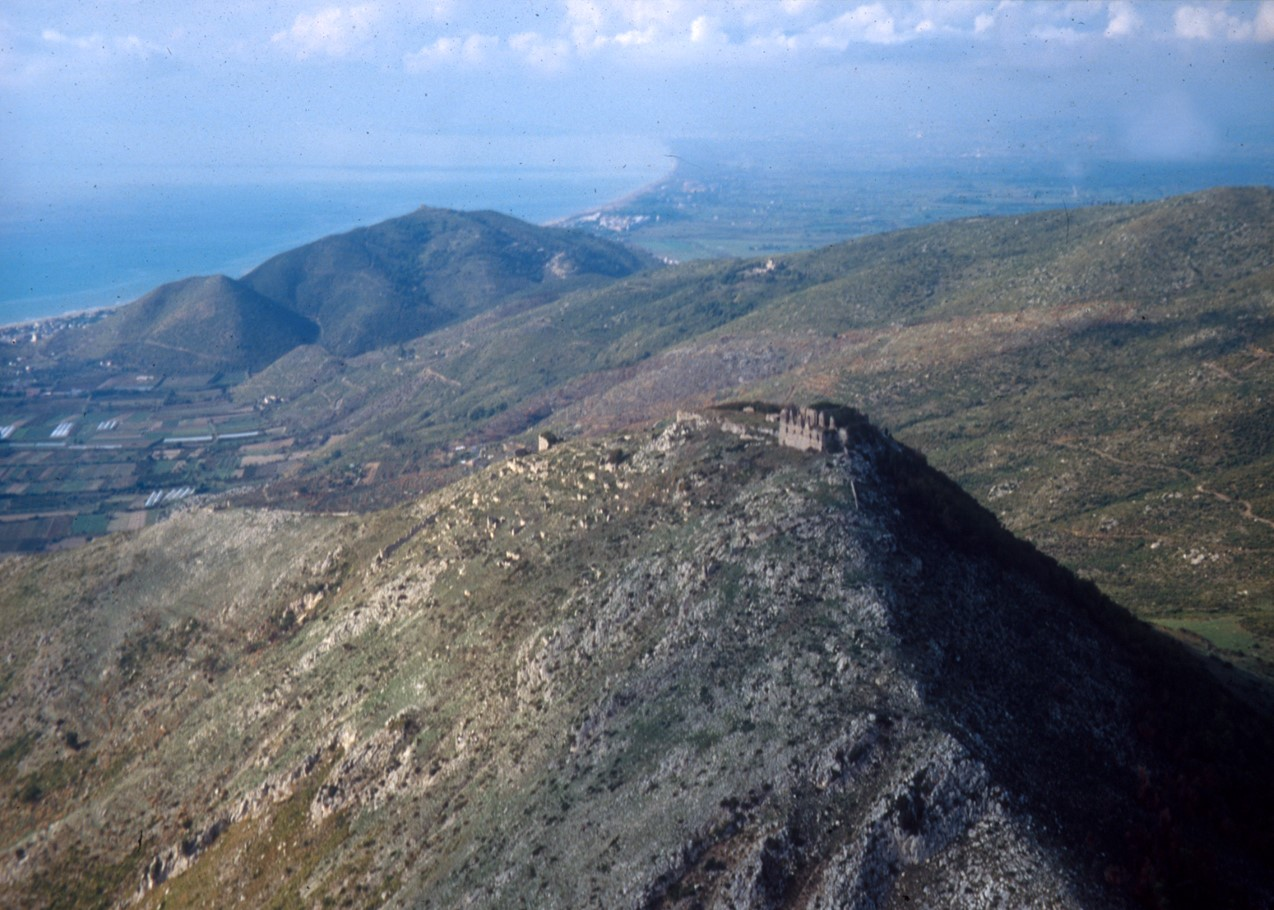
Vista dall'alto della Rocca Montis Dragonis per mezzo di un drone

La Rocca Montis Dragonis è una rocca medievale costruita sul Monte Petrino e che si affaccia sulla città.
La rocca di Mondragone venne costruita tra l'VIII ed il IX secolo dai reduci della città di Sinuessa.La struttura originaria di quest'edificio non è la stessa che oggi si può immaginare osservando i ruderi ancora esistenti. Le torri che ancora s'intravedono, alcune quadrate, altre circolari, ci inducono a pensare che esse furono costruite in epoche differenti e che senza dubbio già esisteva un'antica costruzione prima che si realizzasse l'imponente rocca. Le linee architettoniche ci fanno dedurre che sia una costruzione sorta tra l'Alto ed il Basso medioevo, e che ha subito modifiche nel corso dei secoli. L'attuale castello si presenta come un massiccio edificio quadrato composto da due piani poggiati sulla parte scoscesa del monte, con le sue fondamenta che seguono l'ondulata roccia viva. L'entrata principale era posta verso occidente. La rocca venne abbandonata tra il XV e il XVI secolo. A partire dal 2001 il Comune di Mondragone ha iniziato a finanziare una campagna di scavi archeologici presso la "Rocca Montis Dragonis", che sta riportando alla luce un vero e proprio villaggio medievale di particolare interesse archeologico, richiamando il cd. fenomeno dell'incastellamento di età medievale sul territorio dell'alta Campania. Molti dei resti asportabili delle campagne di scavo vengono custoditi all'interno del Museo Civico Archeologico della città. Il castello viene interamente illuminato durante i giorni della festa di San Michele Arcangelo, agli inizi di Ottobre.

#### Villa romana "La Starza" con criptoportico

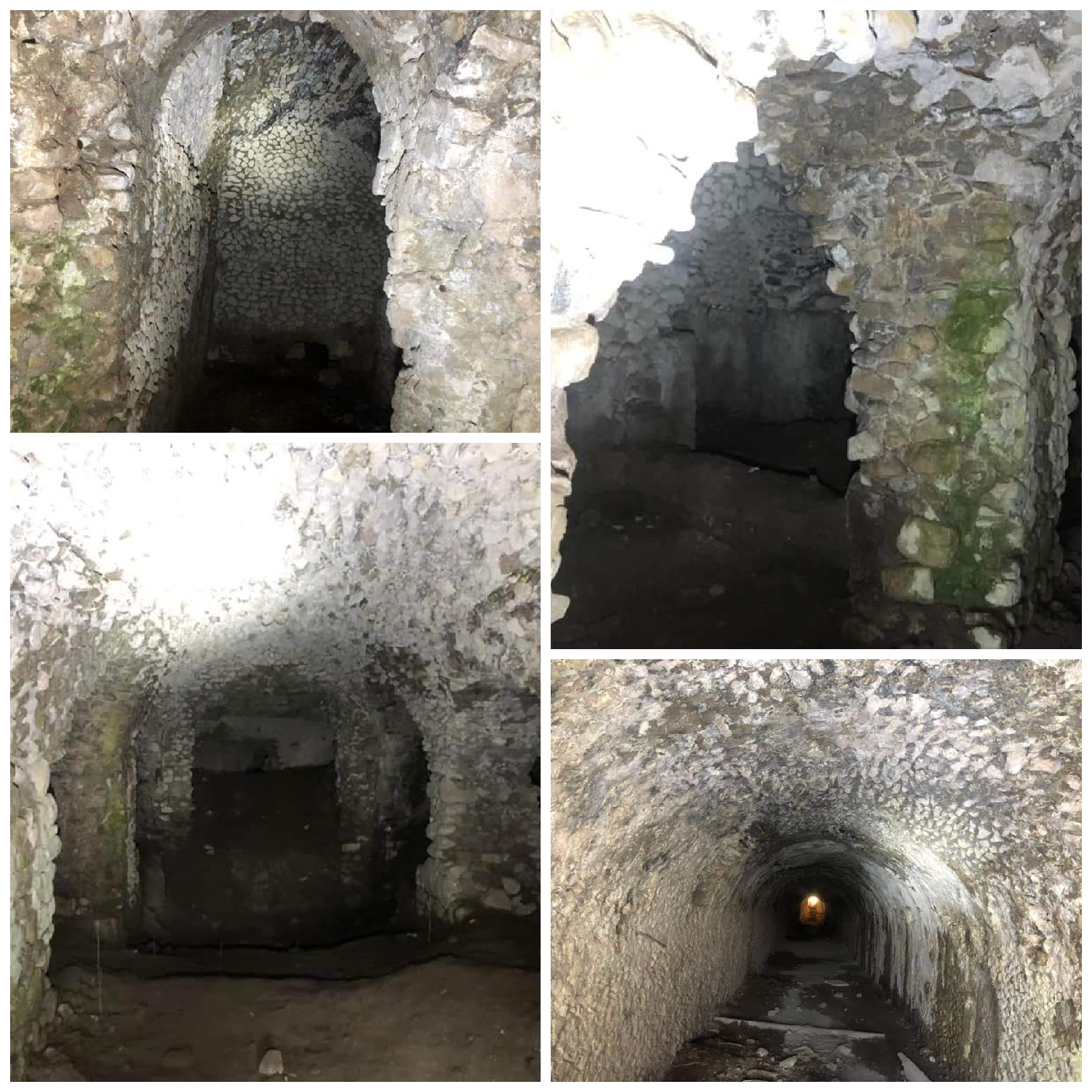
Criptoportico villa romana località "La Starza"

Sito in località "La Starza" e parte integrante di una delle ville rustiche romane meglio conservate dell'Ager Falernus. La struttura romana è formata da muratura in opus incertum. Il criptoportico, parzialmente ipogeo, è costituito al centro da un podio di grandi dimensioni a pianta regolare dal quale si articolano tre gallerie semi sotterranee. Al suo interno, quindi, si sviluppa la zona rustica della villa. Dalla galleria più grande si accede a una cisterna lunga circa 14 metri rivestita in cocciopesto, mentre su una parete si intravedono i resti di un filtro per la depurazione delle acque.

#### Santuario di Panetelle
Il Santuario di Panetelle sorgeva un tempo in prossimità della foce del fiume Savone. Era un santuario votivo di religione pagana, appartenente ai primi popoli che calpestarono le terre di Mondragone prima di Sinuessa, gli Ausoni. La sua costruzione è stata collocata dagli archeologi alla fine del VII sec. a. C, quando nello stesso periodo fu eretto anche il Santuario di Marica, sito alle foci del fiume Garigliano. In quel periodo entrambi i santuari delimitavano i confini meridionali e settentrionali del territorio appartenente agli Ausoni. Successivamente, intorno al I sec. a.C., vi furono una serie di trasformazioni sociali e di riorganizzazione politica ad opera dei romani che condussero all’abbandono graduale dello stesso santuario di Panetelle, il quale presto divenne meno importante di altri e fu dimenticato. Oggi pochi sono i resti che ancora s’intravedono alla foce del Savone. Negli anni ’70 furono avviate tre campagne di scavo archeologico che fecero emergere moltissimi reperti di interesse storico e che furono conservati presso il Museo di Santa Maria Capua Vetere. Tuttavia la scarsa cura dell’area e il mancato interesse, sia politico che sociale, ha fatto sì che col tempo la struttura venisse depredata dai tombaroli e, infine, definitivamente dimenticata.

#### Grotta di Roccia San Sebastiano
Nel comune è presente una cavità preistorica chiamata Grotta di Roccia San Sebastiano.

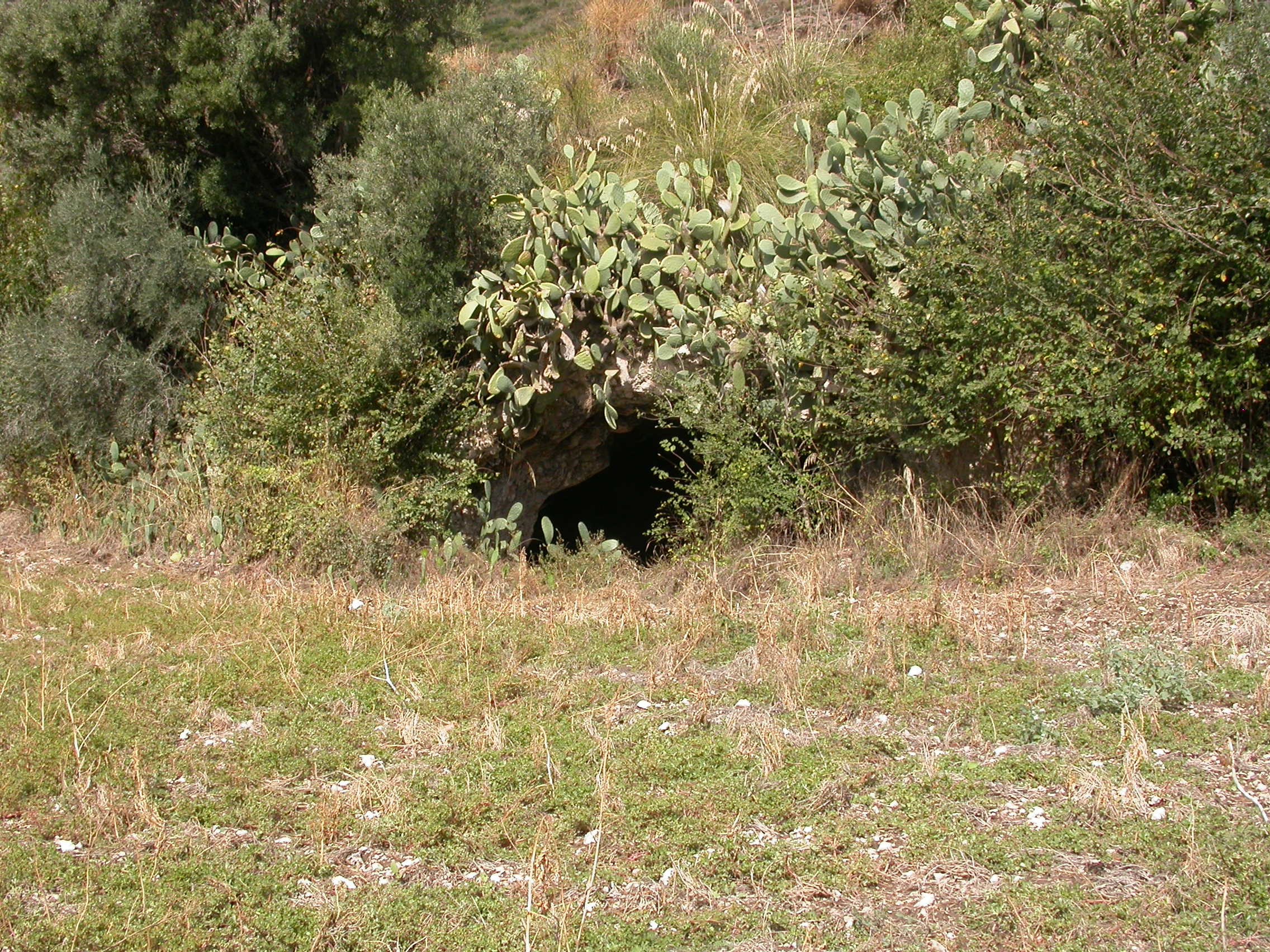
Grotta di Roccia S. Sebastiano

#### Via Appia
La via Appia sorse tra il 313 ed il 310 a.C., per ordine di Appio Claudio Cieco. I Romani costruirono questa famosa arteria non solo allo scopo di espandersi verso sud, ma anche allo scopo di favorire il commercio con l'oriente e con l'Africa, arrivando l'arteria fino a Brindisi.
Essa attraversa la campagna di Mondragone sul lato settentrionale, da Le Vagnole a Porto di Carro, ai piedi del Monte Petrino, fino al sito dell'odierno Cimurro e, di là, attraverso la zona di Limata, fino al punto suddetto ed oltre, dopo aver valicato il Ponte Campano. A partire dalla fine dell'Ottocento, lungo questa strada, nei pressi della chiesetta di San Rocco, si svolgeva, dal 23 al 25 agosto, la fiera del bestiame detta di San Bartolomeo, di antica tradizione.
Dalla Via Appia, all'altezza di Sinuessa, inizia la via Domiziana per poi costeggiare il litorale a nord di Napoli fino a Puteoli.

### Terme
Storia e caratteristiche

Le acque termali di Mondragone affondano le proprie radici nel tempo dell'antica Roma, quando l'antica Sinuessa (oggi in gran parte sommersa) era un eccellente luogo di villeggiatura degli antichi romani, come raccontano nei loro scritti Tacito e Plinio. Le sorgenti termali, oggi presenti in località Levagnole (a nord di Mondragone tra le pendici del Petrino e la spiaggia tirrenica), sono riconosciute come acque termali di grande qualità. Il grado solfidrometrico (151) e la termalità (52), rendono queste acque uniche in Italia e paragonabili e quelle di Baden ed Aquisgrana. Queste caratteristiche hanno determinato un altissimo grado di apprezzamento delle sorgenti, spesso autentico luogo di pellegrinaggio da parte degli infermi di tutta Italia. Le acque sono particolarmente adatte per bagni ed inalazioni, specie per soggetti asmatici, affetti da artrismo e malattie cutanee.
Malgrado il prestigio delle terme in epoca romana e la presenza di sorgenti termali naturali, l'industria delle terme a Mondragone non è mai completamente decollata nell'epoca moderna. Lo sviluppo della città negli anni '60 e '70 vide l'emigrazione di molti agricoltori verso il settore del turismo balneare, tralasciando le forti opportunità termali che non sono state mai valorizzate a pieno. La città, ancora oggi, è divisa tra agricoltura, commercio e turismo balneare estivo, nonostante le sorgenti termali ancora potrebbero rivelarsi una ingente possibilità di sviluppo per l'economia locale. Attualmente esiste una sola struttura alberghiera dotata di spa che approfitta delle acque sulfuree. All'inizio degli anni duemila, una cordata di imprenditori tentò di valorizzare definitivamente questa risorsa, ma il progetto di un grande resort delle terme non è stato mai portato a compimento, sebbene più della metà della struttura giaccia ancora in attesa di completamento.

## Società

### Evoluzione demografica

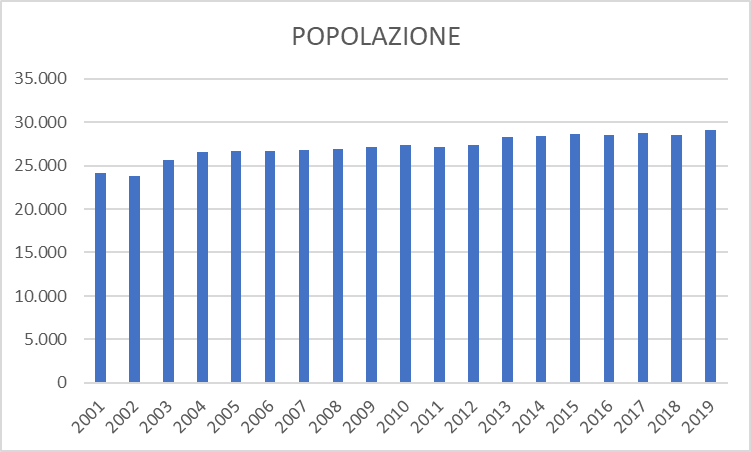
Popolazione annuale dal 2001

Abitanti censiti

### Etnie e minoranze straniere
Al 31 dicembre 2024 la popolazione straniera residente nel comune è di 3.839 persone, pari al 13.4% dei residenti.

## Cultura

### Museo civico archeologicoBiagio Greco

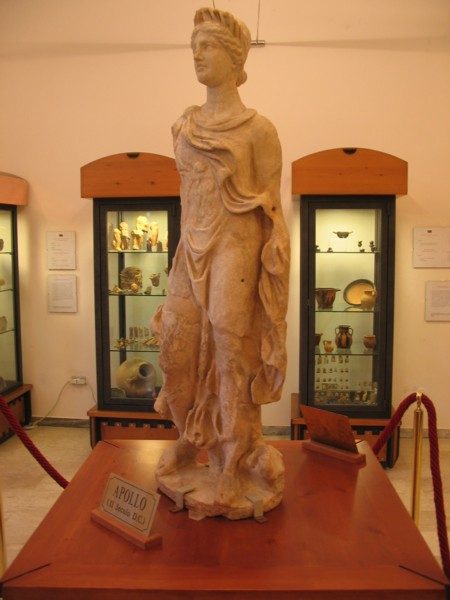
Statua di Apollo esposta nel Museo civico archeologico

Il Museo civico archeologico Biagio Greco, inaugurato il 20 ottobre del 2000 e riconosciuto Museo d'Interesse Regionale nel 2007, è composto da cinque sale che raccolgono i materiali rinvenuti durante le campagne di scavo effettuate nel territorio e organizzate cronologicamente dalla Preistoria al Medioevo.
Museo Foof
Foof è il primo Museo in Italia dedicato interamente al cane.Vuole essere il riconoscimento e la celebrazione della particolare relazione che si è instaurata nel tempo tra il cane e l’uomo.

### Mediateca comunale
La Mediateca Comunale di Mondragone si trova presso Palazzo Tarcagnota, vicino al centro di Mondragone.

### Teatro Ariston
Il Cine-Teatro Ariston è una struttura nata nel 1953 in Corso Umberto I, per anni punto di riferimento della cultura locale con le sue prestigiose stagioni teatrali. Attualmente ospita gli spettacoli delle compagnie teatrali della città.

### Compagnie teatrali
Tra le varie attività culturali la città ha due compagnie teatrali "I giullari", compagnia teatrale dialettale, e la corale polifonica mondragonese che negli anni scorsi ha prodotto molte commedie musicali. Tra i vari titoli che si ricordano "Saranno Famosi" con cui la città di Mondragone raccolse i fondi necessari per l'iscrizione a Giochi senza frontiere. Attualmente la compagnia è momentaneamente inattiva.

### Cinema e serie tv
- Il regista Pappi Corsicato ha interamente girato a Mondragone il cortometraggio La stirpe di Iana, primo dei cinque episodi del film I vesuviani del 1997.
- Il regista Sergio Bergonzelli ha girato a Mondragone la pellicola erotica Io Cristiana studentessa degli scandali del 1971.
- Nel film Immortals Matthew G. Taylor interpreta un personaggio chiamato Mondragone.
- Mondragone è citato qualche volta nel telefilm Un medico in famiglia, perché è il paese dove sono nate Cettina e Melina, due personaggi del telefilm.
- Nella terza stagione della serie televisiva Spartacus, l'esercito ribelle invade la città di Mondragone, all'epoca chiamata ancora Sinuessa, per farne una base per le future missioni. La città verrà riconquistata da Crasso.

### Musica
- Nel mese di agosto 2013, la città ha ospitato la finale regionale del Cantagiro.
- Nel 2016 il rapper Luchè ha girato a Mondragone il video della canzone Che Dio mi benedica.

### Cucina
- La città è uno dei principali centri di produzione della mozzarella di bufala campana.
- Il vino Falerno del Massico si produce nella parte settentrionale della provincia di Caserta, corrispondente agli attuali comuni di Mondragone, Falciano del Massico, Carinola, Sessa Aurunca e Cellole.
- La Scrippèlla (da non confondere con le scrippelle tipiche di Teramo) è un dolce locale, fritto in olio di oliva, con una tipica forma a spirale. Molto legato alla tradizione storica della città, in quanto viene tuttora prodotto in casa soltanto in occasione dei matrimoni come omaggio degli sposi e viene distribuito, con l'ausilio dei bambini, nelle case di amici e parenti qualche settimana prima delle nozze. Al giorno d'oggi viene prodotto anche durante le manifestazioni estive locali.
- Il fagiolino di Mondragone è un prodotto molto ricercato, che viene esportato in tutta Italia.
- La Guappa è un liquore fatto con l'utilizzo del latte di bufala, lo stesso che viene utilizzato per la mozzarella. Di colore bianco, viene prodotto da un'azienda locale di liquori e distillati.

## Infrastrutture e trasporti
- Stazione di Falciano-Mondragone-Carinola
- Strada statale 7 quater Via Domitiana
- È servito dalle linee bus A.IR (che esercita alcune linee ex CTP)

## Amministrazione

Il gonfalone comunale

| Periodo          | Periodo        | Primo cittadino           | Partito                              | Carica                  | Note |
| ---------------- | -------------- | ------------------------- | ------------------------------------ | ----------------------- | ---- |
| 1895             | 1909           | Michele Tarcagnota        |                                      | Sindaco                 |      |
| 1909             | 1913           | Giuseppe Cardella         | Destra storica                       | Sindaco                 |      |
| 1913             | 1914           | Leopoldo Tommaso Schiappa |                                      | Sindaco                 |      |
| 1914             | 1915           | Nicola Schiano            |                                      | Commissario prefettizio |      |
| 1915             | 1920           | Giuseppe Cardella         | Unione Liberale                      | Sindaco                 |      |
| 1920             | 1925           | Gabriele Schiappa         | Blocco Nazionale                     | Sindaco                 |      |
| 1925             | 1927           | Pasquale Corvino          | Partito Socialista Italiano          | Sindaco                 |      |
| 1927             | 1931           | Giuseppe Scherini         | Partito Nazionale Fascista           | Podestà                 |      |
| 1931             | 1943           | Giovanni Schiappa         | Partito Nazionale Fascista           | Podestà                 |      |
| 1943             | 1944           | Domenico Papa             | Comitato di Liberazione Nazionale    | Sindaco                 |      |
| 1944             | 1945           | Pasquale Corvino          | Comitato di Liberazione Nazionale    | Sindaco                 |      |
| 1945             | 1945           | Ferdinando Corrente       | Comitato di Liberazione Nazionale    | Sindaco                 |      |
| 1945             | 1945           | Salvatore Caiazzo         | Comitato di Liberazione Nazionale    | Sindaco                 |      |
| 1946             | 1952           | Mario Conte               | Partito Liberale Italiano            | Sindaco                 |      |
| 1952             | 1953           | Arturo Tucci              | Partito Nazionale Monarchico         | Sindaco                 |      |
| 1953             | 1962           | Giuseppe Beatrice         | Democrazia Cristiana                 | Sindaco                 |      |
| 1962             | 1962           | Antonio Truosolo          |                                      | Commissario prefettizio |      |
| 1962             | 1964           | Gennaro Caliendo          | Democrazia Cristiana                 | Sindaco                 |      |
| 1964             | 1965           | Nicola Di Palo            | Partito Socialista Italiano          | Sindaco                 |      |
| 1965             | 1968           | Renato Rufino             | Democrazia cristiana                 | Sindaco                 |      |
| 1968             | 1976           | Camillo Federico          | Democrazia cristiana                 | Sindaco                 |      |
| 1976             | 1979           | Mario Pacifico            | Democrazia cristiana                 | Sindaco                 |      |
| 1979             | 1984           | Paolo Russo               | Democrazia cristiana                 | Sindaco                 |      |
| 1984             | 1986           | Camillo Federico          | Democrazia cristiana                 | Sindaco                 |      |
| 1986             | 1986           | Michele Zannini           | Partito Socialista Italiano          | Sindaco                 |      |
| 1986             | 1987           | Raffaele Sodano           |                                      | Commissario prefettizio |      |
| 1987             | 1989           | Camillo Federico          | Democrazia cristiana                 | Sindaco                 |      |
| 1989             | 1993           | Paolo Russo               | Democrazia cristiana                 | Sindaco                 |      |
| 21 novembre 1993 | 23 aprile 1994 | Luigi Nunziata            | Movimento Sociale Italiano           | Sindaco                 |      |
| 24 aprile 1994   | 23 aprile 1995 | Vincenzo Madonna          |                                      | Commissario prefettizio |      |
| 24 aprile 1995   | 13 giugno 1999 | Michele Zannini           | Unione Popolare                      | Sindaco                 |      |
| 14 giugno 1999   | 16 giugno 2004 | Ugo Alfredo Conte         | Partito Popolare Italiano            | Sindaco                 |      |
| 17 giugno 2004   | 13 aprile 2008 | Ugo Alfredo Conte         | Unione di Centro                     | Sindaco                 |      |
| 14 aprile 2008   | 13 maggio 2008 | Gerardina Basilicata      |                                      | Commissario prefettizio |      |
| 14 maggio 2008   | 10 maggio 2011 | Achille Cennami           | Unione di Centro                     | Sindaco                 |      |
| 11 maggio 2011   | 9 maggio 2012  | Michele Capomacchia       |                                      | Commissario prefettizio |      |
| 10 maggio 2012   | 11 giugno 2017 | Giovanni Schiappa         | Il Popolo della Libertà Lista civica | Sindaco                 |      |
| 12 giugno 2017   | 12 giugno 2022 | Virgilio Pacifico         | Patto civico                         | Sindaco                 |      |
| 13 giugno 2022   | in carica      | Francesco Lavanga         | Patto civico                         | Sindaco                 |      |

### Gemellaggi
- Mondragón

La città inoltre è gemellata con il V distretto di Budapest e il 25 settembre 2016 i sindaci di Mondragone ed Assisi hanno sancito un patto di amicizia tra le due città, a seguito del gemellaggio tra la Basilica minore dell'Incaldana di Mondragone e la Basilica papale di Santa Maria degli Angeli di Assisi.

## Sport

### Atletica Leggera
In città è presente l'associazione ASD Mondragone in corsa. Le attività si svolgono principalmente sulla pista di atletica dello Stadio Comunale Salvatore Conte. La “IV Mondragone in corsa” è stata dedicata all’atleta olimpionica somala Samia Yusuf Omar, scomparsa nel 2012 mentre tentava di raggiungere l’Europa in un barcone di immigrati diretto a Lampedusa.

### Calcio a 11
In città ci sono 2 squadre di calcio: l’ASD Mondragone City e L’FC Mondragone; entrambe le società disputano il campionato di Prima Categoria Campana Girone A

### Calcio a 5
Negli anni duemila la società di calcio a 5 locale Sinuessa ha raggiunto la ribalta nazionale arrivando a disputare, per vari anni consecutivi, il campionato italiano di serie B. Ad oggi esiste la Olympique Sinope come società di calcio a 5 che disputa il campionato di serie B. Inoltre esiste anche una società di calcio a 5 femminile la Lady Mondragone anch'essa disputa il campionato di serie B

### Pallavolo
La società maschile di pallavolo A.S.D. Mondragone Volley, disputa il campionato di serie D 2019-2020.

### Pallacanestro
La società maschile Centro Basket Mondragone 1922 disputa il campionato di Serie B interregionale.

### Ciclismo
Il 23 maggio 1997 Mondragone ha ospitato la 7ª tappa del Giro d’Italia 1997 che si è conclusa con la vittoria del tedesco Marcel Wüst. La più importante società ciclistica è la S.C.Sinuessa Mondragone.

### Giochi senza Frontiere
Negli anni 1995 e 1998 la città ha partecipato alla trasmissione televisiva internazionale Giochi senza frontiere (JSF) ed in un'occasione si è classificata al secondo posto.

### Impianti sportivi
In città è presente un Palazzetto dello Sport inaugurato nel 2018 con una capienza di circa 400 spettatori omologati. La struttura è stata sede di allenamento per le nazionali della XXX Universiade, disputata a Napoli a luglio 2019.